# 鮑佳欣
鮑佳欣（1974年9月26日—）為臺灣英語教育家、前節目主持人。

## 學歷
- 國立臺灣師範大學附屬高級中學
- 臺灣大學藥學系
- 哈佛大學公共行政管理碩士
- 1995年GMAT留學考780分，打破世界記錄，同年TOFEL測試成績660分，為台灣最高分[1]。

## 主持

### 廣播
- 台北之音《台北E.T.(Taipei English)》

### 電視
- 年代影視《魔法ABC》（第35屆金鐘獎電視金鐘獎兒童少年節目主持人獎入圍）

## 著作
- 《英文小魔女在哈佛》
- 《英文小魔女的媽媽秘笈》
- 《英文小魔女在USA》
- 《小魔女哈啦學英文1：越玩，英文越溜》
- 《小魔女哈拉學英文2：英文旅行ALL PASS》
- 《愛戀英文ALL ABOUT LOVE》
- 《食全食美英文ALL ABOUT FOOD》
- 《衣鳴驚人英文ALL ABOUT FASHION》
- 《校園哈啦英文ALL ABOUT SCHOOL》
- 《娛樂搶先英文ALL ABOUT HAVING FUN》
- 《環遊世界英文ALL ABOUT TRAVELING》
- 《溫馨家庭英文ALL ABOUT FAMILY》
- 《e世代英文ALL ABOUT INTERNET》
- 《HIP HOP運動英文ALL ABOUT SPORTS》
- 《星座物語英文ALL ABOUT FATE》
- 《生活高手英文ALL ABOUT LIFE》
- 《悠遊職場英文ALL ABOUT WORK》
- 《必學生活美語200句》
- 《用英文表達自己》
- 《美國片語通》
- 《美國諺語通》
- 《歡樂節慶英文》
- 《遊學留學英文》
- 《瘋狂假日英文》
- 《笑呵呵學英文》
- 《玩劇美語：醜小鴨》
- 《玩劇美語：大野狼與七隻小羊》
- 《嫁到上海》

## 家庭
鮑佳欣於2001年於上海與「易趣網」創辦人邵亦波結婚。